# Johan Huizinga
Johan Huizinga, né le 7 décembre 1872 à Groningue et mort le 1er février 1945 à De Steeg, est un historien néerlandais, spécialiste de l’histoire culturelle dans la lignée de Jacob Burckhardt.

## Biographie
Huizinga a fait ses études de lettres à Groningue, et a passé ensuite quelques mois à Leipzig, où il a suivi les cours du linguiste allemand Karl Brugmann. Durant ses études, il s'intéresse à l'Inde et apprend le sanskrit. Il soutient en 1897 une thèse sur le rôle du bouffon dans la dramaturgie indienne. Ensuite, il enseigne pendant huit ans l'histoire dans un collège de la ville d'Haarlem. En même temps il donne des cours à l'université d'Amsterdam en études orientales. En 1905, il devient professeur d'histoire générale et néerlandaise à l'université de Groningue, poste qu'il quitte en 1915 pour une chaire d'histoire à l'université de Leyde où il enseigne jusqu’en 1942. À cette date, il est emprisonné par les nazis à Sint-Michielsgestel. Il est décédé en février 1945, sans avoir pu vivre la libération de son pays.
Son fils, Jakob Huizinga, est l'auteur d'un livre sur Jean-Jacques Rousseau: L'homme qui s'est fait saint.

### Automne du Moyen Âge(1919)
À partir de 1905, Johan Huizinga effectue des recherches en histoire du Moyen Âge et de la Renaissance. Il s’intéresse beaucoup à l’art et au spectacle. Dans L'Automne du Moyen Âge (Herfsttij der Middeleeuwen, également traduit sous le titre Le Déclin du Moyen Âge), son approche diffère de l’interprétation alors dominante, entre autres, de celle de Jules Michelet. Huizinga remet en cause la définition de la frontière qui sépare le Moyen Âge de la Renaissance. Il décrit également le Moyen Âge tardif non comme une période de renaissance, mais comme une période pessimiste et décadente, notamment du point de vue démographique. Cette lecture du Moyen Âge va être développée plus tard par de nombreux historiens médiévistes et par son « vieil ami », José Ortega y Gasset. Pour ce faire, Huizinga analyse les idées, les rêves (l’idéal chevaleresque ou l’idéal courtois), les émotions, les images produites durant cette période.
Cet ouvrage, qui lui apporte une renommée importante, est largement reconnu comme une contribution de première importance à l’histoire de cette période, et comparable à l'autre classique Civilisation de la Renaissance en Italie, de Jacob Burckhardt. Le livre se distingue également par la présentation de la vie culturelle dans une langue riche aux qualités littéraires, et traite principalement l’histoire de la France et de la partie sud des Pays-Bas de la période du bas Moyen Âge, (XIVe et XVe siècles) jusqu’à la Réforme et à la période de la Renaissance.

### Homo Ludens(1938)

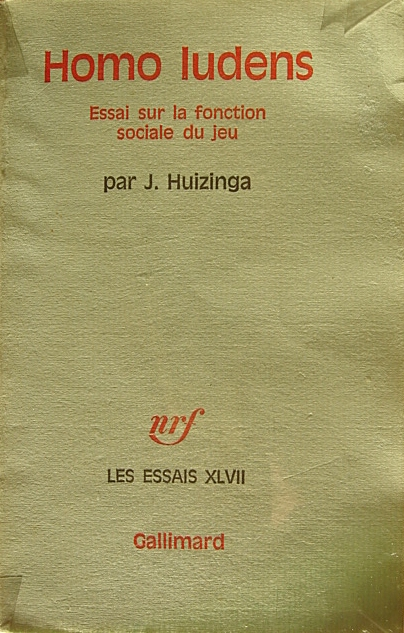
Méd

Dans Homo Ludens (1938), Huizinga étudie l’influence du jeu sur la culture européenne. Huizinga envisage le jeu comme un phénomène culturel et non pas simplement dans une perspective biologique, psychologique ou anthropologique. La dimension du jeu (Homo ludens) est essentielle pour comprendre l’homme au-delà des dimensions de connaissance-savoir (Homo sapiens) et de travail (Homo faber). Pour Huizinga, le jeu contribue au développement de la culture. Comme il l’indique, « le jeu est une tâche sérieuse ». Homo Ludens s’est imposé comme un ouvrage incontournable de l’étude du loisir et de la culture.

## Reconnaissances
- Prix Thieme pour L'Automne du Moyen Âge (1920)
- Johan Huizinga était membre de l’Académie royale néerlandaise des arts et des sciences (entre 1929 et 1942, il sera président de la section des Lettres).
- Un institut, le Huizinga Instituut voor cultuurgeschiedenis de l’université d'Amsterdam porte son nom.

## Liste d’ouvrages disponibles

### En français
Par ordre chronologique
- 1919 - L'Automne du Moyen Âge, Paris, Payot, coll. « Petite Bibliothèque Payot », 2015
- 1924 - Érasme, éditions Gallimard, collection Les Essais LXXII, traduction de V.Bruncel, avec une préface de Lucien Febvre, 1955, 331 pages
- 1935 - La Crise de la civilisation
- 1939 - Incertitudes - Essai de diagnostic du mal dont souffre notre temps
- 1938 - Homo Ludens - Essai sur la fonction sociale du jeu
- 1945 - À l'aube de la paix - Étude sur les chances de rétablissement de notre civilisation
- 2015 - Le problème de la Renaissance, ed. Casimiro, 88p.

### En néerlandais
- 1897 - De Vidûsaka in het Indisch tooneel
- 1912 - Uit de voorgeschiedenis van ons nationaal besef
- 1913 - Over de betekenis van 1813 voor Nederland's geestelijke beschaving
- 1914 - De geschiedenis der Groningse universiteit
- 1918 - Mensch en menigte in Amerika
- 1919 - Herfsttij der middeleeuwen
- 1924 - Erasmus
- 1927 - Leven en werk van Jan Veth
- 1935 - In de schaduwen van morgen
- 1937 - De wetenschap der geschiedenis
- 1938 - Homo ludens, proeve eener bepaling van het spel-element der cultuur
- 1941 - Nederland's beschaving in de zeventiende eeuw
- 1945 - Geschonden wereld
- 1948-1953 - Verzamelde werken
- 1982 - Verspreide opstellen over de geschiedenis van Nederland